# 第一生命経済研究所
株式会社 第一生命経済研究所（だいいちせいめいけいざいけんきゅうじょ）は、日本のシンクタンクで第一生命保険の子会社。

## 沿革
- 1997年4月1日、第一生命経済研究所を設立。10月、日本シンクタンク協議会に加盟
- 2002年10月、ライフデザイン研究所と合併
- 2009年4月、第一生命ウェルライフサポートと合併

## 在籍者
金融・経済担当のエコノミスト、生活・社会担当の研究員の2種類の専門家が在籍している。
※旧在籍者も含む
- 桂畑誠治
- 熊野英生
- 小谷みどり
- 新家義貴
- 田中理
- 嶌峰義清
- 永濱利廣
- 西濵徹
- 藤代宏一
- 星野卓也

## 刊行物
定期刊行物
- 「ライフデザインレポート」 - 月刊。元「LDI report」。2020年4月まで /
- 「第一生命経済研レポート」 - 月刊。
- 「ライフデザイン白書」 - 隔年刊。